# 奥友志津子
奥友 志津子（おくとも しづこ、1956年4月1日 - ）は、日本の女性漫画家。岩手県遠野市出身。
現在は自らのブログ上で作品を発表している。

## 来歴
1975年、集英社の少女誌『りぼん』増刊夏の号にて「ねじれた時間」でデビュー。初期は主に『りぼん』や『りぼん』増刊号などで読み切りを掲載後、秋田書店の少女雑誌である『ボニータ』や『ひとみ』を中心に連載していた。代表作は通巻5冊の単行本が発行された「ドリーマー」シリーズ。

## 単行本リスト
※出版社の明記がない作品は秋田書店発行。巻数表示のないものは単巻。
- 遠い雷鳴の中 ISBN 4-253-08022-7（1979年11月）
- 冬の惑星（東京三世社）（1980年7月） ※短編集
- 砂糖ぬきのコーヒー一杯 ISBN 4-253-08072-3（1981年7月）
- シルバー・ムーン ISBN 4-253-08078-2（1981年11月）
- ドリーマー ※シリーズ通巻5巻
  - パンサー ISBN 4-253-08096-0（1982年5月）
  - サニー・サイド ISBN 4-253-08097-9（1983年9月）
  - ミッドナイト・カーニバル ISBN 4-253-08098-7（1983年12月）
  - ドリーマー 全2巻
    1. ISBN 4-253-08099-5（1984年12月）
    2. ISBN 4-253-08100-2（1985年6月）
- ゲーム・オーバー（朝日ソノラマ）ISBN 4-257-91734-2（1983年3月）
- エピタフ -記念碑- ISBN 4-253-08163-0（1984年3月）
- 哀しみのヒロイン ISBN 4-253-09103-2（1984年6月）
- ラストシーンはまだはやい ISBN 4-253-09014-1（1986年4月）
- パーフェクション ISBN 4-253-09100-8（1986年12月）
- レフトロンリー ISBN 4-253-13315-0（1987年5月）
- レッドリンクス 全2巻
  1. ISBN 4-253-09201-2（1988年4月）
  2. ISBN 4-253-09202-0（1990年2月）
- スローダンサー ISBN 4-253-13333-9（1988年6月）
- 緑の園のほとりで ISBN 4-253-09213-6（1989年2月）
- STAR TRAIN 全2巻 
  1. ISBN 4-253-09318-3（1989年7月）
  2. ISBN 4-253-09319-1（1989年8月）
- ディスガイズ -偽りの仮面たち- ISBN 4-253-09338-8（1990年6月）
- アルフレーデン物語（光風社出版）ISBN 4-87519-950-3（1993年6月）